# Dow Jones Industrial Average

Índice Dow Jones.

Dow Jones Industrial Average, também conhecido como DJIA, INDP, Dow 30 ou Dow Jones, é um índice criado em 1896 pelo editor do The Wall Street Journal e fundador do Dow Jones & Company, Charles Dow. É o segundo mais antigo índice dos Estados Unidos, depois do Dow Jones Transportation Average (DJTA) - ("Índice de transporte Dow Jones").
O índice Dow Jones Industrial Average (DJIA) é ao lado do Nasdaq Composite e do S&P 500 um dos principais indicadores dos movimentos do mercado norte-americano. Dos três indicadores, DJIA é o mais largamente publicado e discutido.
O cálculo deste índice é bastante simples e é baseado na cotação das ações de 30 das maiores e mais importantes empresas dos Estados Unidos.
Como o índice não é calculado pela Bolsa de Valores de Nova Iorque (New York Stock Exchange), seus componentes são escolhidos pelos editores do jornal financeiro norte-americano The Wall Street Journal. Não existe nenhum critério pré-determinado, a não ser que os componentes sejam companhias norte-americanas líderes em seus segmentos de mercado.

## Histórico
Quando foi criado em 1896, o índice DJIA representava a média simples de 12 empresas americanas de grande importância e seu valor inicial foi de 40,94 pontos.
Em 30 de julho de 1914, quando a Bolsa de Valores de Nova York fechou por quatro meses em decorrência da Primeira Guerra Mundial o índice DJIA ficou estagnado em 71,42 pontos. No momento em que a bolsa reabriu em 12 de dezembro do mesmo ano, o índice sofreu uma queda de 24,39%, fechando com o valor de 54 pontos.
Em 1916 o número de empresas componentes do índice foi aumentado para vinte. Finalmente o número de empresas componentes foi aumentado para trinta em 1928 em um momento em que as ações estavam se aproximando de seu valor máximo, logo antes da crise de 1929.
Com a crise de 1929 e a grande depressão que se seguiu, o índice que chegou a valer 381,17 pontos em 03 de setembro de 1929 retornou ao seu ponto de partida, chegando ao valor mínimo de 40,56 e fechando em 41,22 em 08 de julho de 1932. O maior ganho percentual do índice em um único dia, de 14,34%, ocorreu em 15 de março de 1933 no período de baixa perspectiva de mercado na depressão que seguiu a crise de 1929.
Após a II Guerra Mundial, um período de alta perspectiva de mercado levou o índice a ultrapassar o valor de 381,17 pontos anterior à crise de 29 em 1954 que continuou subindo até 1966.
Em 14 de novembro de 1972 o índice ultrapassou a barreira dos mil pontos pela primeira vez.
Os anos 80 e 90 viram um rápido crescimento no índice DJIA, mas em meio a algumas perturbações. A maior queda percentual em um único dia desde 1914 ocorreu em 19 de outubro de 1987, quando o índice caiu 22,61%, dia que ficou conhecido como Black Monday.
Em 21 de novembro de 1995 o índice fechou acima dos 5 mil pontos pela primeira vez e em 03 de maio de 1999 o índice ultrapassou a marca dos 10 mil pontos.
O índice DJIA sobe sofrendo algumas quedas importantes como logo após o 11 de setembro de 2001. Em 19 de julho de 2007, o índice ultrapassa a marca dos 14 mil pontos.
Em julho de 2008 a alta no preço do petróleo inicia uma queda substancial no preço das ações e o índice DJIA fecha abaixo dos 11 mil.
Em 15 de setembro de 2008 o banco de investimento Lehman Brothers pede concordata mostrando que o período de baixa perspectiva de mercado esconde uma crise financeira de grandes dimensões. Uma série de pacotes de ajuda econômica como o Plano de resgate econômico de 2008 são propostos tentando amenizar a crise e evitar a quebra dos grandes bancos e corretoras dos Estados Unidos, porém não evitam a crescente volatilidade do mercado. Em 29 de setembro de 2008 uma queda de 777,68 pontos marcou a maior queda em pontos em um único dia, o que representou uma queda do índice de 6,98%. 
Em outubro de 2008 o índice DJIA caiu abaixo dos 10 mil e marcou vários recordes de volatilidade. Em 10 de outubro de 2008, apesar de ter sofrido uma queda de apenas 128 pontos, o índice oscilou mais de mil pontos pela primeira vez na história. Em 13 de outubro DJIA ganhou 936,42 pontos em um único dia marcando um novo recorde. Porém esses ganhos foram rapidamente consumidos nos dias seguintes como no dia 15 quando o DJIA perde 7,87% de seu valor, a maior queda percentual desde 1987.

## Composição
As empresas que compõe o índice DJIA são ocasionalmente substituídas para acompanhar as mudanças do mercado. Quando isso acontece, um fator de escala é usado para ajustar os valores do índice para estes não sejam diretamente afetados pela mudança.
De todas as empresas que compunham o índice DJIA inicial, somente General Electric permanece compondo o índice atualmente.
Em 1999 Intel e Microsoft começaram a compor o índice e se tornaram as primeiras duas empresas negociadas no NASDAQ a participarem da composição da DJIA. Posteriormente foram adicionadas mais duas empresas do NASDAQ: a Cisco e a Apple. Todas as outras empresas têm suas ações negociadas na Bolsa de Valores de Nova Iorque (New York Stock Exchange).
O índice Dow Jones Industrial Average é composto pelas seguintes empresas (situação em 18 de junho de 2019).
| Empresa                | Sector segundo o ICB                         | Logo | Peso no índice em % | Data de entrada no índice |
| ---------------------- | -------------------------------------------- | ---- | ------------------- | ------------------------- |
| 3M                     | Indústrias gerais                            |      | 5,91                | 9 de agosto de 1976       |
| American Express       | Serviços financeiros                         |      | 2,92                | 30 de agosto de 1982      |
| Apple                  | Hardware & equipamento de alta tecnologia    |      | 4,95                | 18 de março de 2015       |
| Boeing                 | Aeroespacial e defesa                        |      | 5,56                | 12 de março de 1987       |
| Caterpillar            | Engenharia industrial                        |      | 2,82                | 6 de maio de 1991         |
| Chevron                | Produção de petróleo e gás                   |      | 3,71                | 19 de fevereiro de 2008   |
| Cisco                  | Empresa de Telecomunicação                   |      | 1,01                | 8 de junho de 2009        |
| Coca-Cola              | Bebidas                                      |      | 1,46                | 12 de março de 1987       |
| DuPont                 | Químicos                                     |      | 2,69                | 20 de novembro de 1935    |
| ExxonMobil             | Produção de petróleo e gás                   |      | 3,03                | 1 de outubro de 1928      |
| General Electric       | Indústria geral                              |      | 0,91                | 7 de novembro de 1907     |
| Goldman Sachs          | Serviços financeiros                         |      | 6,86                | 23 de setembro de 2013    |
| Home Depot             | Retalho geral (Varejo geral)                 |      | 4,16                | 1 de novembro de 1999     |
| IBM                    | Hardware & equipamento de alta tecnologia    |      | 5,65                | 29 de junho de 1979       |
| Intel                  | Hardware & equipamento de alta tecnologia    |      | 1,10                | 1 de novembro de 1999     |
| Johnson & Johnson      | Farmacêuticas e biotecnologia                |      | 3,59                | 17 de março de 1997       |
| JPMorgan Chase         | Bancos                                       |      | 2,22                | 6 de maio de 1991         |
| McDonald’s             | Fast food                                    |      | 3,46                | 30 de outubro de 1985     |
| Merck & Co., Inc.      | Indústria farmacêutica                       |      | 2,03                | 29 de junho de 1979       |
| Microsoft              | Hardware/Software/Jogos/Entretenimento       |      | 4,94                | 1 de novembro de 1999     |
| Nike                   | Bens de uso pessoal                          |      | 3,47                | 23 de setembro de 2013    |
| Pfizer                 | Farmacêuticas e biotecnologia                |      | 1,23                | 8 de abril de 2004        |
| Procter & Gamble       | Bens de uso pessoal                          |      | 2,98                | 26 de maio de 1932        |
| Travelers              | Seguros de não vida                          |      | 3,91                | 8 de junho de 2009        |
| United Technologies    | Aeroespacial e defesa                        |      | 4,31                | 14 de março de 1939       |
| UnitedHealth           | Serviços e equipamentos de cuidados de saúde |      | 4,23                | 24 de setembro de 2012    |
| Verizon Communications | Telecomunicações fixas                       |      | 1,76                | 8 de abril de 2004        |
| Visa Inc.              | Serviços financeiros                         |      | 9,52                | 23 de setembro de 2013    |
| Walgreens              | Retalho alimentar e de medicamentos          |      |                     |                           |
| Walmart                | Retalho geral (Varejo geral)                 |      | 2,97                | 17 de março de 1997       |
| Walt Disney            | Media                                        |      | 3,85                | 6 de maio de 1991         |

## Cálculo
No cálculo do índice DJIA, a soma dos preços das ações das 30 empresas é dividida por um divisor, o divisor Dow. Esse divisor é ajustado no caso de splits, spin-offs ou outras mudanças estruturais para assegurar que essas mudanças não vão alterar o valor do índice.
O divisor inicialmente usado foi o número de empresas, de forma que o índice DJIA era a simples média aritmética dos preços das ações. Hoje, após muitos ajustes, o divisor tem um valor menor que um, ou seja, o valor do índice hoje é maior que a soma dos preços das ações das empresas componentes. Isto é:
{\displaystyle {\text{DJIA}}={\sum p \over d}}
onde os p´s são os preços das ações das empresas que compõe o índice e d é o divisor Dow.
Eventos como splits ou mudanças na lista das empresas que compõe o índice alteram o valor da soma das ações das empresas componentes. Nesses casos, para evitar descontinuidade no índice, o divisor Dow é atualizado de forma que as o valor do índice DJIA logo antes e depois do evento coincidam.
{\displaystyle {\text{DJIA}}={\sum p_{\text{old}} \over d_{\text{old}}}={\sum p_{\text{new}} \over d_{\text{new}}}.}

### Marcos históricos
No dia 12 de janeiro de 1906 o índice Dow Jones superou pela primeira vez a marca dos 100 pontos, tendo fechado nos 100,25 pontos. Outros momentos relevantes na evolução do índice foram a passagem dos mil pontos em 1972 e a passagem dos 10 mil pontos em 1999.
No quadro seguinte apresenta-se a lista dos vários marcos históricos atingidos pelo índice Dow Jones desde a sua criação.
| Primeiro fecho acima de | Valor de fecho em pontos | Data        |
| ----------------------- | ------------------------ | ----------- |
| 50                      | 50,47                    | 13-Mar-1899 |
| 100                     | 100,77                   | 22-Set-1916 |
| 500                     | 500,24                   | 12-Mar-1956 |
| 1 000                   | 1 003,16                 | 14-Nov-1972 |
| 1 500                   | 1 511,70                 | 11-Dez-1985 |
| 2 000                   | 2 002,25                 | 08-Jan-1987 |
| 2 500                   | 2 510,04                 | 17-Jul-1987 |
| 3 000                   | 3 004,46                 | 17-Abr-1991 |
| 3 500                   | 3 500,03                 | 19-Mai-1993 |
| 4 000                   | 4 003,33                 | 23-Fev-1995 |
| 4 500                   | 4 510,69                 | 16-Jun-1995 |
| 5 000                   | 5 022,55                 | 21-Nov-1995 |
| 6 000                   | 6 010,00                 | 14-Out-1996 |
| 7 000                   | 7 022,44                 | 13-Fev-1997 |
| 8 000                   | 8 038,88                 | 16-Jul-1997 |
| 9 000                   | 9 033,23                 | 06-Abr-1998 |
| 10 000                  | 10 006,79                | 29-Mar-1999 |

| Primeiro fecho acima de | Valor de fecho em pontos | Data        |
| ----------------------- | ------------------------ | ----------- |
| 11 000                  | 11 014,69                | 03-Mai-1999 |
| 12 000                  | 12 011,73                | 19-Out-2006 |
| 13 000                  | 13 089,89                | 25-Abr-2007 |
| 14 000                  | 14 000,41                | 19-Jul-2007 |
| 15 000                  | 15 056,20                | 07-Mai-2013 |
| 16 000                  | 16 009,99                | 21-Nov-2013 |
| 17 000                  | 17 068,26                | 03-Jul-2014 |
| 18 000                  | 18 024,17                | 23-Dez-2014 |
| 19 000                  | 19 043,19                | 22-Nov-2016 |
| 20 000                  | 20 082,00                | 25-Jan-2017 |
| 21 000                  | 21 113,67                | 01-Mar-2017 |
| 22 000                  | 22 016,24                | 02-Ago-2017 |
| 23 000                  | 23 157,60                | 18-Out-2017 |
| 24 000                  | 24 272,35                | 30-Nov-2017 |
| 25 000                  | 25 075,13                | 04-Jan-2018 |
| 26 000                  | 26 115,65                | 17-Jan-2018 |
| 27 000                  | 27 088,08                | 11-Jul-2019 |

## Conclusão
O método de cálculo do DJIA não reflete o fato de que uma mudança de um dólar para uma ação de valor US$ 10 é muito mais significativa que uma mudança de um dólar para uma ação de valor US$ 100. Além desse fato, a composição do índice usando apenas 30 empresas leva alguns críticos a dizer que o índice DJIA não representa de forma precisa o comportamento geral do mercado.
Apesar de todas essas imperfeições, o índice DJIA tem historicamente representado a performance da economia americana de forma bastante precisa e continua sendo um dos mais observados indicadores do desempenho do mercado de ações.